# Nogi Maresuke
Contele Nogi Maresuke (în japoneză 乃木 希典; n. 25 decembrie 1849– d. 13 septembrie 1912) a fost un general japonez în Armata Imperială Japoneză și un guvernator general al Taiwanului. El a fost unul dintre comandanți în timpul ocupării din 1894 a orașului-port Port Arthur în Asediul de la Port Arthur din China. A fost o figură proeminentă în războiul ruso-japonez din perioada 1904–05, la care a participat în calitate de comandant al forțelor care au capturat Port Arthur de la ruși.
A fost un erou național în Japonia Imperială ca model de loialitate feudală și sacrificiu de sine, până la sinucidere sa în cele din urmă. În Rebeliunea de la Satsuma⁠(en)[traduceți], el a pierdut un steag al împăratului în luptă, pentru care a încercat să ispășească greșeala cu atac sinucigaș pentru a-l recăpăta, până când i s-a ordonat să se oprească. În războiul ruso-japonez, el a capturat Port Arthur, dar considera că a pierdut prea mulți soldați, așa că a cerut permisiunea de a se sinucide, lucru pe care împăratul l-a refuzat. Aceste două evenimente, precum și dorința lui de a nu supraviețui stăpânului său junshi⁠(en)[traduceți], i-au motivat sinuciderea în ziua înmormântării împăratului Meiji. Exemplul său a revitalizat practica samurailor de sinucidere rituală seppuku. 

## Tinerețea
Nogi s-a născut ca fiu al unui samurai la reședința din Edo (actuala Tokio) a clanului Chōfu din Chōshū (azi Prefectura Yamaguchi). S-a născut pe 11 noiembrie 1849, după vechiul calendar lunar japonez, sau ziua de Crăciun, după cel nou. Numele lui din copilărie era Mujin, literalmente „nimeni”, pentru a împiedica spiritele rele să-i facă rău. La împlinirea vârstei de 18 ani, a fost redenumit Nogi Bunzō.

## Începutul carierei militare
În noiembrie 1869, la ordinul domnului domeniului Nagato, s-a înrolat în Fushimi Goshin Heisha (literar Cazarmă de gardă loială din Fushimi) pentru a fi antrenat în stilul francez pentru armată. După terminarea antrenamentului, a fost realocat la Cazarma Kawatō din Kyoto ca instructor, iar apoi ca antrenor al armatei din domeniul Toyōra, responsabil cu trupele de apărare de coastă.
În 1871, Nogi a fost numit comandat ca maior în noua Armată imperială japoneză. În această perioadă, s-a redenumit Maresuke, luând un kanji din numele tatălui său. În 1875, a devenit atașat al Regimentului 14 Infanterie. În anul următor (1876), Nogi a fost numit ofițer de stat major al trupei regionale Kumamoto și transferat la comanda Regimentului 1 de Infanterie, iar pentru serviciul său în Rebeliunea de la Satsuma, împotriva forțelor lui Saigo Takamori⁠(en)[traduceți] în Kyushu, a fost promovat locotenent-colonel la 22 aprilie 1877. Într-o luptă crâncenă la acea vreme, steagul de regiment al Regimentului 14 Infanterie a fost capturat de inamic, care era considerat a fi proprietatea Împăratului. Pierderea sa a fost o rușine extremă. Nogi a considerat aceasta o greșeală atât de gravă, încât a enumerat-o drept unul dintre motivele sinuciderii sale ulterioare.
La 27 august 1876, Nogi s-a căsătorit cu Shizuko, a patra fiică a samuraiului din domeniul Satsuma, Yuji Sadano, care avea atunci 20 de ani. Întrucât Nogi avea 28 de ani, a fost o căsătorie foarte târzie pentru acea perioadă, având în vedere că vârsta medie pentru a se căsători era la începutul anilor 20. La 28 august 1877, s-a născut primul lor fiu Katsunori, iar Nogi și-a cumpărat prima casă la Niizakamachi, Akasaka, Tokyo. În 1879, s-a născut al doilea fiu al său, Yasunori. A fost avansat colonel la 29 aprilie 1880.
A fost promovat general-maior la 21 mai 1885, în 1887 Nogi a plecat în Germania cu Kawakami Soroku pentru a studia strategia și tactica militară europeană.
În 1894, în timpul primului război sino-japonez, generalul-maior Nogi a comandat prima brigadă de infanterie care a pătruns în apărarea chineză și a ocupat cu succes Port Arthur într-o singură zi de luptă. Ca atare, el a fost un comandant superior în timpul masacrului de la Port Arthur⁠(en)[traduceți]. În anul următor, a fost promovat general-locotenent (29 aprilie 1895) și repartizat la Divizia a II-a, însărcinată cu invadarea Taiwanului⁠(en)[traduceți]. Nogi a rămas cu forțele de ocupație în Taiwan până în 1898. În 1899, a fost rechemat în Japonia și pus la comanda noii Brigăzii a 11-a Infanterie, cu baza în Kagawa.

## Războiul Ruso-Japonez

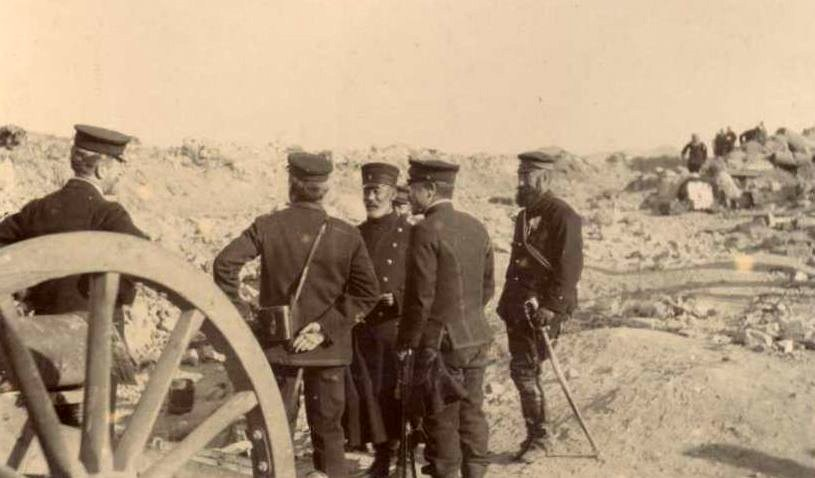
Nogi stând în centru, în fața unui echipaj al unui tun rusesc capturat în afara Port Arthur, pe 2 ianuarie 1905

În 1904, Nogi a fost rechemat în serviciul activ cu ocazia războiului ruso-japonez și a fost promovat general de armată la comanda Armatei a treia japoneze, cu o un efectiv inițial de aproximativ 90.000 de oameni și repartizat pentru capturarea Port Arthur în vârful sudic al peninsulei Liaodong⁠(en)[traduceți], Manciuria deținut la aceea vreme de ruși. Forțele lui Nogi au debarcat la scurt timp după Bătălia de la Nanshan, în care fiul său cel mare, care era înrolat în Armata a II-a japoneză, a fost ucis. Înaintând încet în peninsula Liaodong, Nogi a întâlnit o rezistență neașteptat de puternică și mult mai multe fortificații decât a văzut cu zece ani mai devreme când lupta împotriva chinezilor.

Atacul împotriva Port Arthur s-a transformat rapid în lungul Asediul de la Port Arthur, o luptă care a durat de la 1 august 1904 până la 2 ianuarie 1905, costând în pierderi de forțe japoneze masive. Din cauza pierderilor tot mai mari și a eșecului lui Nogi de a depăși apărarea lui Port Arthur, a existat o presiune crescândă în cadrul guvernului și armatei japoneze pentru a-l elibera de comandă. Cu toate acestea, într-o acțiune fără precedent, Împăratul Meiji a vorbit în timpul ședinței Consiliului Suprem de Război (Japonia), apărându-l pe Nogi și cerând ca acesta să fie menținut la comandă.

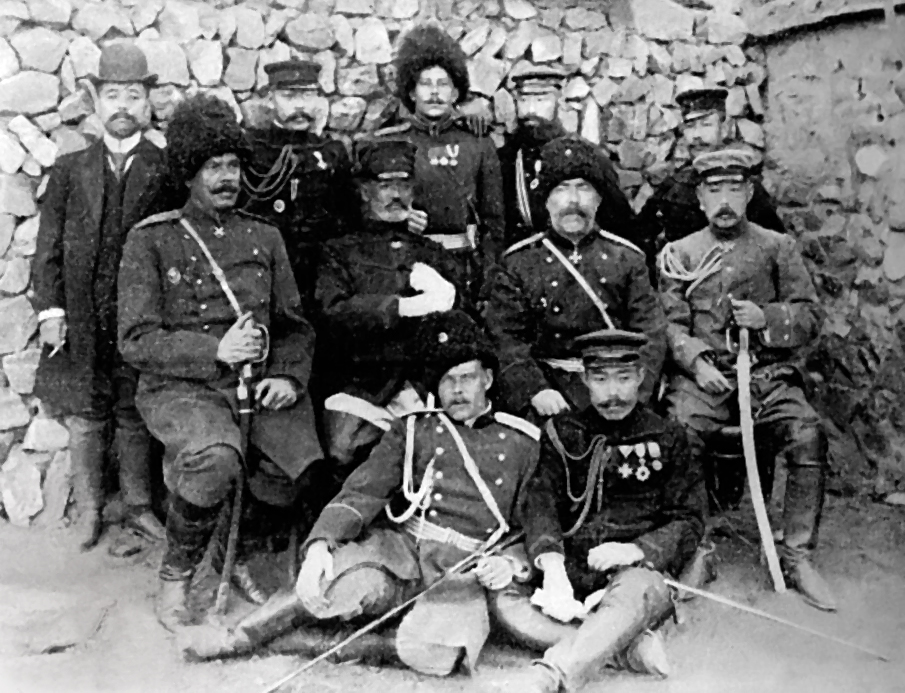
Nogi este așezat în centru lângă generalul rus Anatoli Stessel, după ce forțele ruse s-au predat la Port Arthur pe 2 ianuarie 1905.

După căderea Port Arthur, Nogi a fost considerat un erou național. El a condus Armata a treia împotriva forțelor ruse în {{Ill|en|Bătălia de la Mukden|Bătălia finală de la Mukden]], punând capăt fazei de luptă terestră a operațiunilor războiului.
Istoricul britanic Richard Story a remarcat că Nogi a impus ce e mai bun din tradiția samurailor japonezi oamenilor aflați sub comanda lui, astfel încât „... conduita japonezilor în timpul războiului ruso-japonez atât față de prizonieri, cât și față de civilii chinezi a câștigat respectul și admirația lumii”.
Ambii fii ai lui Nogi, care erau locotenenți de armată în timpul războiului, au fost uciși în acțiune. Deși fiul mai mare al lui Nogi, Katsunori (28 august 1879 – 27 mai 1904) fusese un copil bolnav, el reușise să intre în academia militară imperială la a treia încercare. A fost lovit în abdomen în bătălia de la Nanshan și a murit din cauza pierderii de sânge în timp ce era operat la un spital de campanie. Al doilea fiu al său, Yasunori (16 decembrie 1881 – 30 noiembrie 1904), sublocotenent la Port Arthur, a căzut de pe o pantă stâncoasă, lovindu-se la cap și a murit pe loc. Yasunori a primit o promovare postumă la rang de locotenent și a fost înmormântat de tatăl său în cimitirul Aoyama.
La sfârșitul războiului, Nogi a făcut un raport direct către împăratul Meiji în timpul unei conferințe în fața împăratului Gozen Kaigi. Când a explicat în detaliu bătăliile de la Asediul Port Arthur, el a izbucnit în plâns, cerându-și scuze pentru cele 56.000 de vieți pierdute în acea campanie și cerând să i se permită să se sinucidă ca ispășire. Împăratul Meiji ia spus că sinuciderea este inacceptabilă, deoarece toată responsabilitatea pentru război se datorează ordinelor imperiale și că Nogi trebuie să rămână în viață, cel puțin atâta timp cât trăiește el însuși.

## Cariera după război
După război, Nogi a fost ridicat la titlul de conte și a primit Ordinul Soarelui Răsare cu flori de Paulownia Și Marele Cordon, 1917.
În calitate de șef al Școlii Gakushuin din 1908 până în 1912, el a fost mentorul tânărului Hirohito și a avut, poate, cea mai importantă influență asupra vieții viitorului împărat al Japoniei.
Nogi și-a cheltuit cea mai mare parte a averii sale personale pe spitale pentru soldații răniți și pe monumente memoriale ridicate în toată țara în comemorarea celor uciși în timpul războiului ruso-japonez. De asemenea, el a solicitat cu succes guvernului japonez să ridice un monument memorial în stil rusesc în Port Arthur pentru rușii morți din acea campanie.

## Sinuciderea lui Nogi
Nogi și soția sa Shizuko s-au sinucis prin seppuku la scurt timp după ce cortegiul funerar al împăratului Meiji a părăsit palatul. Sinuciderea rituală a fost în conformitate cu practica samurailor de a-și urma stăpânul până la moarte (junshi). În scrisoarea sa de sinucidere, el a spus că dorește să ispășească pentru dizgrația sa când steagul său a fost capturat de inamic în Kyūshū și pentru miile de victime la Port Arthur. Și-a donat corpul științei medicale.
Toți cei patru membri ai familiei Nogi sunt înmormântați la cimitirul Aoyama din Tokio. În religia Shinto, Nogi este venerat ca un kami, iar Altarul Nogi, un altar șintoist ridicat în onoarea sa, există încă pe locul casei sale din Nogizaka, Tokio. Memoria sa este onorată și în alte locuri, cum ar fi Altarul Nogi din Fushimi-ku, Kyoto, unde se află mausoleul împăratului Meiji.

## Poezii
Nogi este amintit în Japonia ca un om de litere. Poeziile sale Kanshi (poezii în limba chineză) au fost deosebit de populare printre japonezi în timpul său. Trei dintre poeziile sale Kanshi sunt celebre.
Imediat după bătălia de la Nanshan din 1904, în care și-a pierdut fiul cel mare, el a scris:
| 金州城外の作                                                | Scris în afara zidurilor Districtului Jinzhou |
| ----------------------------------------------------------- | --- |
| 山川草木轉荒涼 十里風腥新戰場 征馬不前人不語 金州城外立斜陽 | Munții și râurile, copacii și iarba, toate au devenit pustii, De departe se simte miros de sânge deasupra câmpului de bătălie. Calul meu curajos nu s-ar mișca, soldații nu vorbesc. Soarele apune și eu stau în afara orașului Jinzhou. |

După bătălia de la Colina 203 din 1904–1905, în care și-a pierdut al doilea fiu, el se lamenta:
| 爾靈山                                                      | Muntele unde vă zac sufletele |
| ----------------------------------------------------------- | --- |
| 爾靈山嶮豈難攀 男子功名期克艱 鐵血覆山山形改 萬人齊仰爾靈山 | Putem spune că a fost ușor să urcăm colina 203? A fost fără dificultate pentru că oamenii își căutau onoarea? Colina s-a schimbat, s-a îmbrăcat în straie de fier și sânge. Acum cu toții ne uităm cu evlavie la muntele unde vă zac sufletele. |

La sfârșitul Războiului Ruso-Japonez, scria:
| 凱旋                                                        | Triumf |
| ----------------------------------------------------------- | --- |
| 皇師百萬征強虜 野戰攻城屍作山 愧我何顔看父老 凱歌今日幾人還 | Armata de milioane a împăratului, triumfătoare împotriva puternicilor barbari Bătălie și asediu cu munte de cadavre Nu vreau să-i văd pe cei de acasă, pentru că sunt rușinat, că am învins, dar atât de puțini s-au întors. |

## Titluri nobiliare primite
- Baron - 20 august 1895
- Conte – 21 septembrie 1907

## Decorații

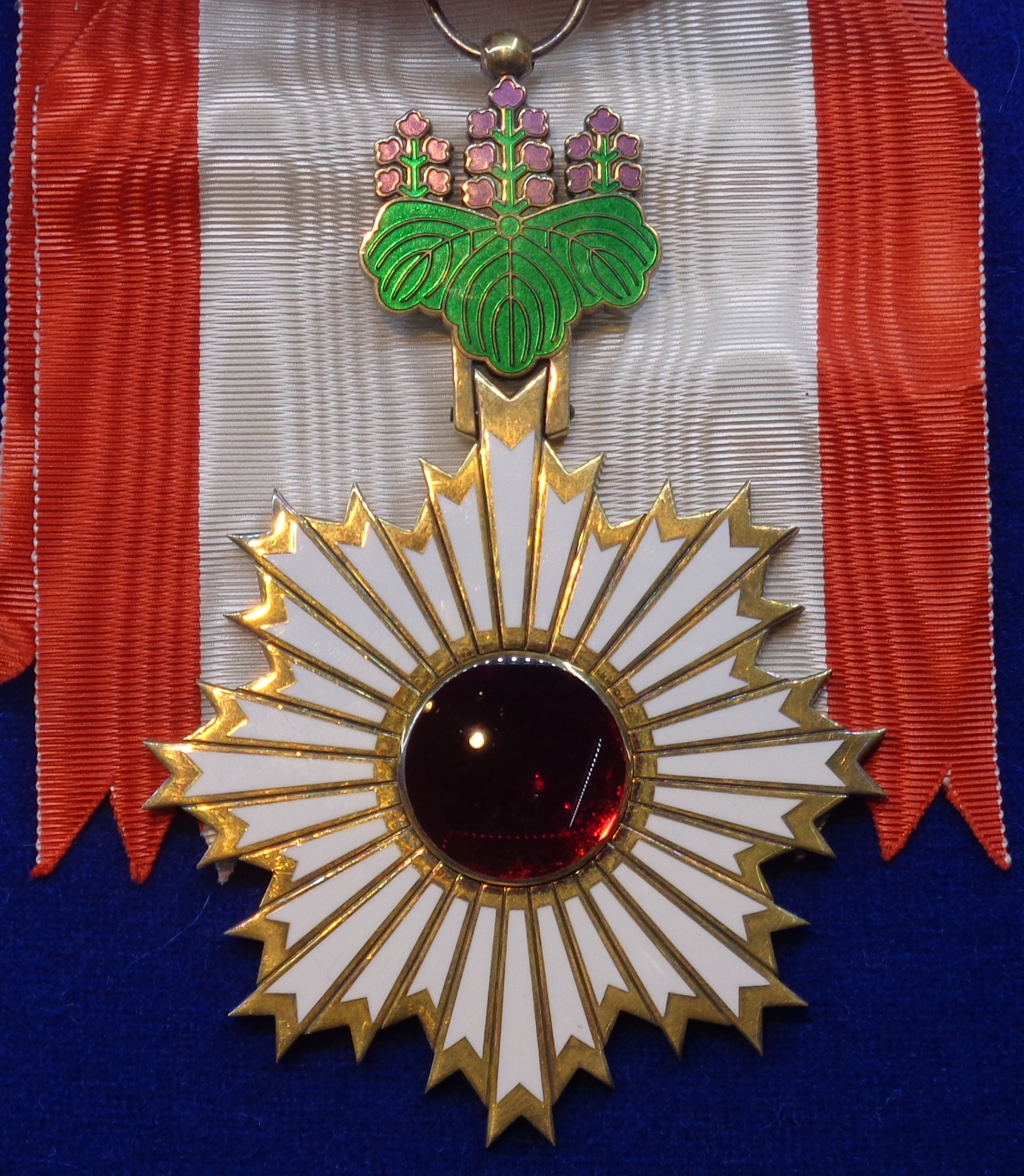
Ordinul Soarelui Răsare
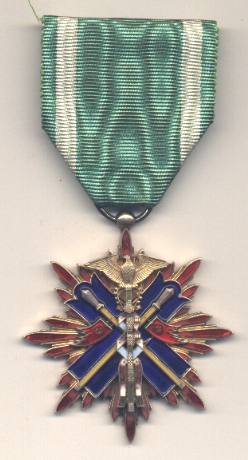
Ordinul Uliul Auriu
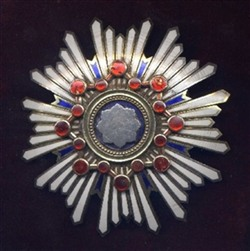
Ordinul Tezaurul Sacru
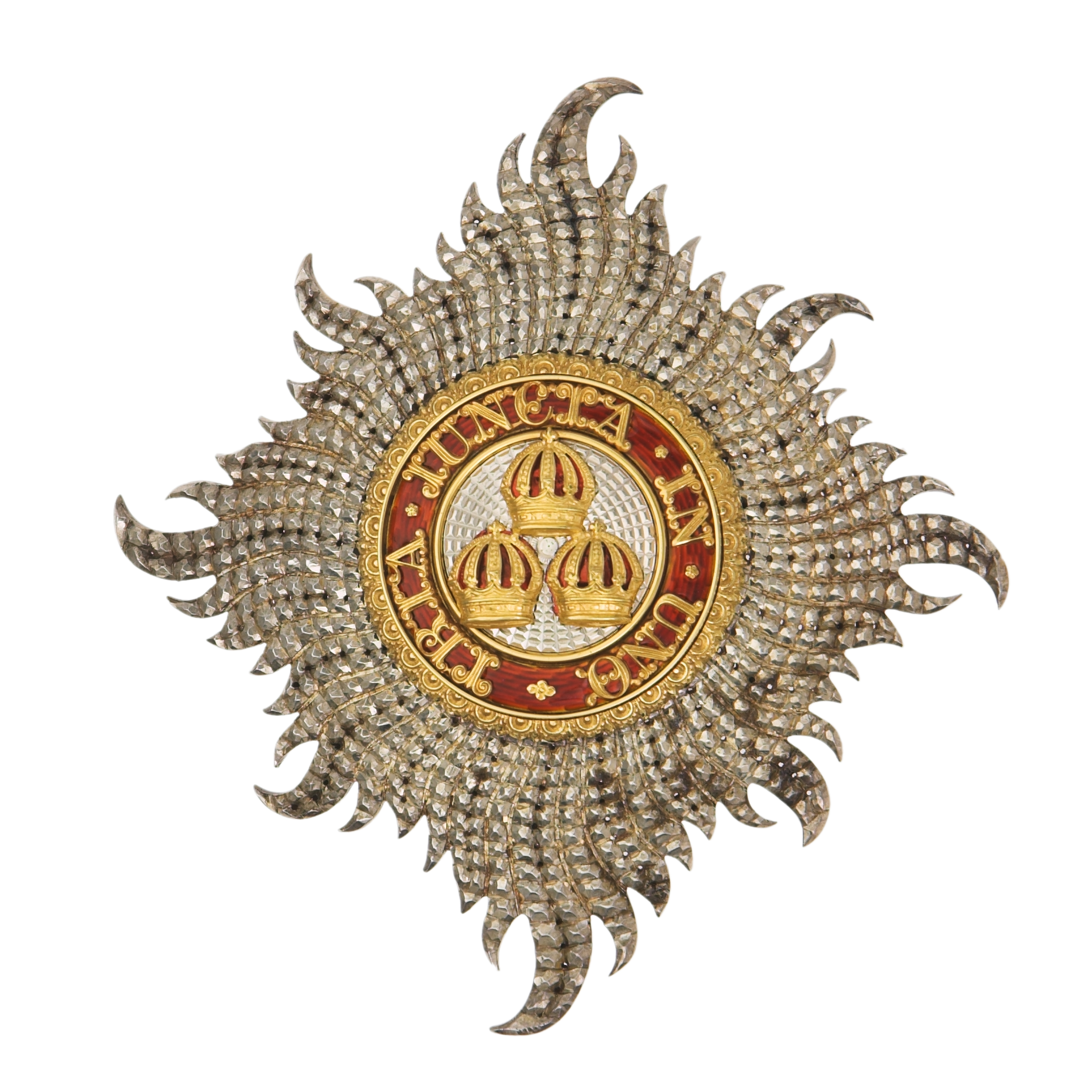
Ordinul Bath
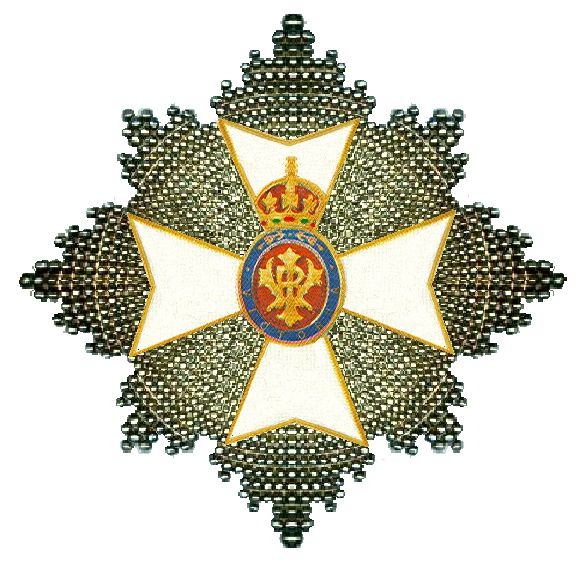
Ordinul Regal Victorian
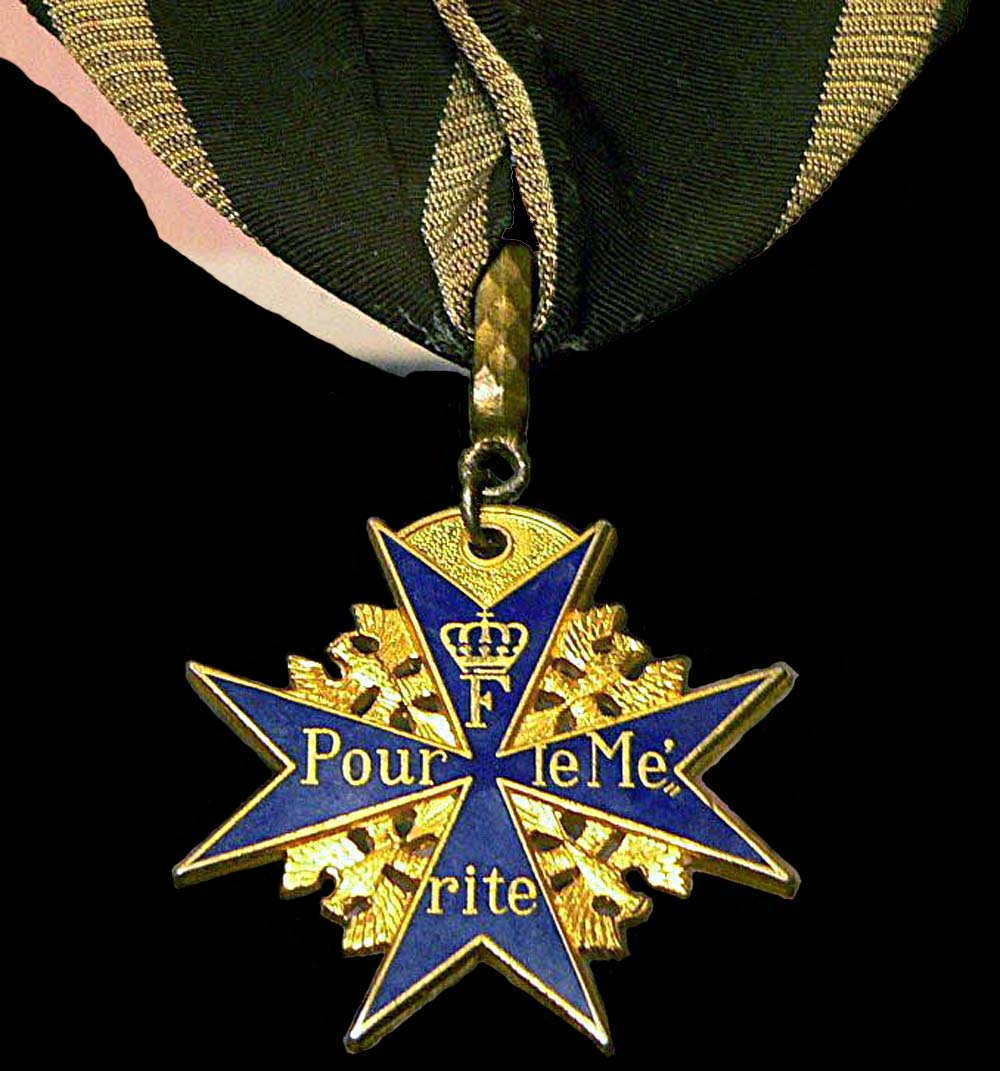
Pour le Mérite
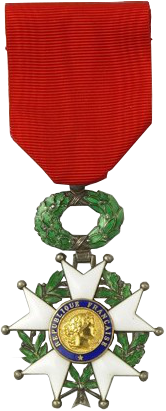
Legiunea de onoare
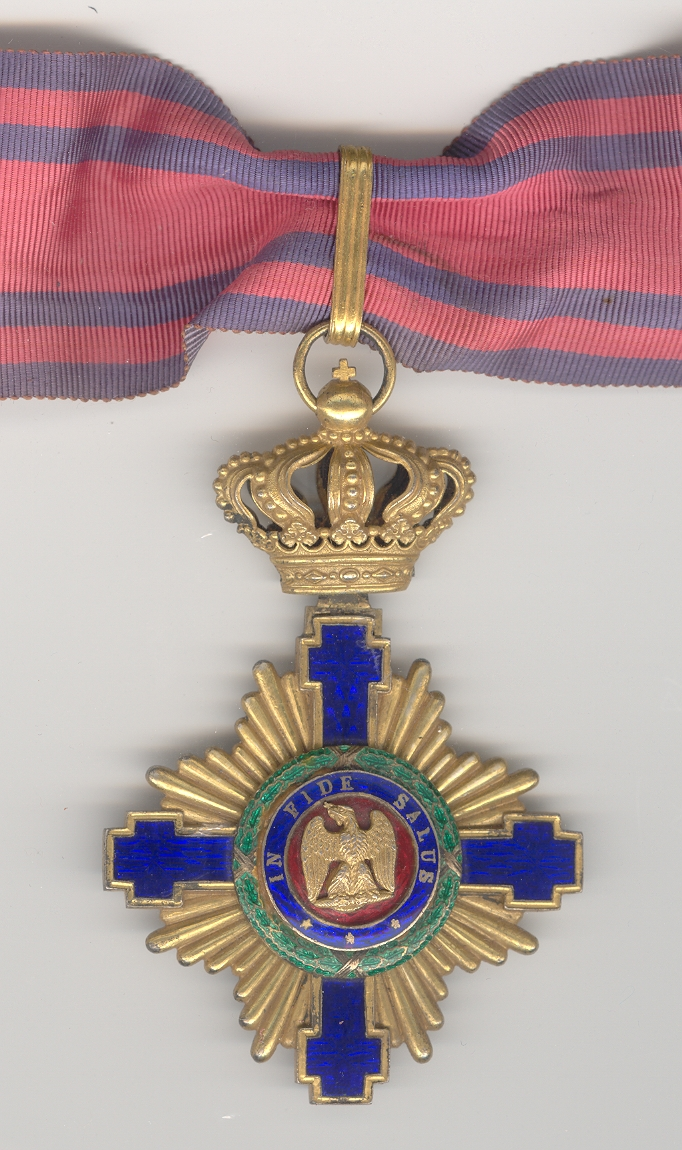
Ordinul Steaua României

## Portretizare
Maresuke a fost interpretat de Tatsuya Nakadai în filmul de război japonez din 1980 Bătălia pentru Port Arthur în regia lui Toshio Masuda.
Filmul a descris asediul Port Arthur în timpul Războiului ruso-japonez Nakadai jucând rolul generalului Maresuke, Tetsuro Tamba în rolul generalului Kodama Gentaro iar Toshiro Mifune în rolul împăratului Meiji.
În adaptarea în serialul TV Saka no Ue no Kumo după cartea scriitorului Ryōtarō Shiba difuzat în anii 2009 - 2011, Nogi a fost interpretat de actorul Akira Emoto,